# نيكيثاميد
نيكيثاميد مادة منبهة تؤثر على التنفس، عرف باسمه التجاري السابق كورامين (Coramine).
كان يستعمل في أواسط القرن العشرين لعلاج فرط جرعة المهدئات، وذلك قبل ابتكار تنبيب الرغامي وتوسيع الرئة بالضغط الموجب. يعد استعمال هذا الدواء حاليا دون قيمة، وربما يعد استعماله خطرا.

## الاستعمال التاريخي والحالي
يشك في أن الطبيب جون بودكين آدامز، المتهم بأنه سفاح، استعمله لمرضاه لأجل قتلهم. لكن سميته منخفضة.
أما تيودور مورل، وهو الطبيب الشخصي لأدولف هتلر، فقد كان يحقنه به لأنه كان يفرط في استعمال الباربيتورات لغرض التهدئة، وربما كان يستعمله موترا أيضا.
يتوفر حاليا في بعض بلدان أمريكا الجنوبية وأوروبا متاحا بدون وصفة في أقراص للمص مع الغلوكوز. هذه الأقراص نافعة للمتسلقين في المرتفعات العالية. يمنع استعمالها في مرضى فرط ضغط الدم وأمراض جهاز الدوران والصرع.

## في الرياضة
نيكيثاميد مدرج على قائمة ممنوعات الوكالة العالمية لمكافحة المنشطات. وقد منع لاعب التنس الكرواتي مارين سيليتش من اللعب 9 أشهر بعد أن ظهرت عينات إيجابية له بتعاطيه نيكيثاميد، لكنها خفضت لاحقا إلى 4 أشهر بعد أن ادعى بأنها تناول حبوب مص اشتراها من صيدلية تحتوي على هذه المادة بشكل غير مقصود.
أما سائق الكارتينغ إيغور فاليكو (بالبولندية: Igor Waliłko) فقد حرم لمدة سنتين، خفضت لاحقا إلى 18 شهرا بعد ثبوت وجود نيكيثاميد في جسمه بعد أن فاز في سباق في ألمانيا في يوليو 2010.